# Conyza ivifolia
Conyza ivifolia é uma espécie de planta com flor pertencente à família Asteraceae. 
A autoridade científica da espécie é (L.) Less., tendo sido publicada em Linnaea 6: 138. 1831.

## Portugal
Trata-se de uma espécie presente no território português, nomeadamente em Portugal Continental.
Em termos de naturalidade é possivelmente introduzida na região atrás indicada.

## Protecção
Não se encontra protegida por legislação portuguesa ou da Comunidade Europeia.